# Niacalin Kanté
Niacalin Kanté (født 30. november 1990) er en kvindelig håndboldspiller fra Senegal. Hun spiller for Sambre Avesnois Handball og Senegals kvindehåndboldlandshold, som højre fløj.
Hun deltog ved verdensmesterskabet i håndbold 2019 i Japan.